# Thermocyclops iwoyiensis
Thermocyclops iwoyiensis – gatunek widłonoga z rodziny Cyclopidae. Nazwa naukowa tego gatunku skorupiaków została opublikowana w 1952 roku przez nigeryjskiego zoologa Sanyę Dojo Onabamiro (1913–1985).